# Balaiada

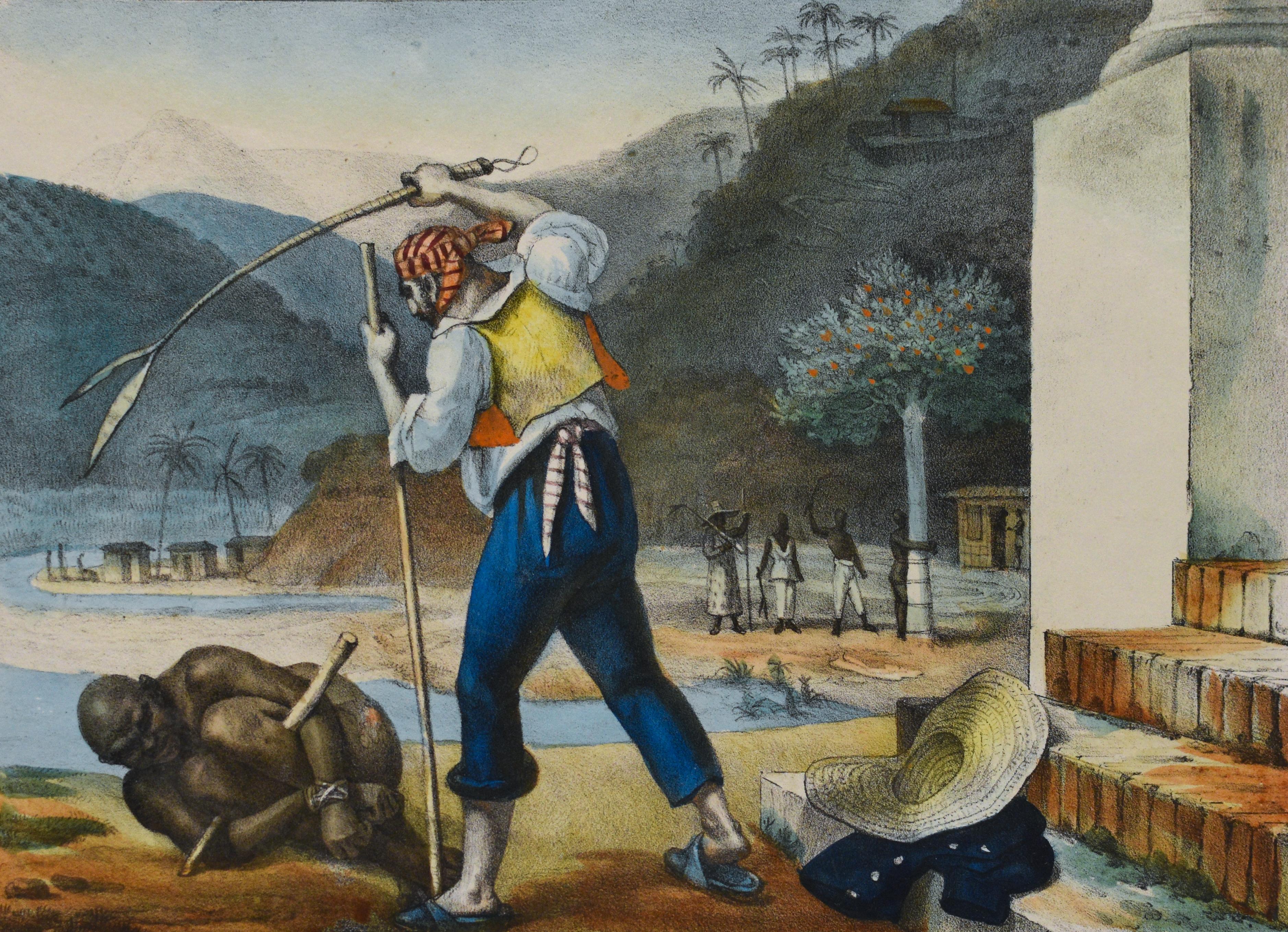
L'esclavage au Brésil par Jean-Baptiste Debret.

Balaiada est le nom donné à une révolte qui a eu lieu entre 1838 et 1841 dans la province de Maranhão, au Brésil.

## Histoire
Au cours de la période impériale, la région du Maranhão, dont l'économie reposait surtout sur l'exportation de coton, subit une grave crise économique en raison de la concurrence avec les États-Unis qui deviennent de plus en plus productifs En outre, l'élevage du bétail emploie une grande partie de la population active dans cette région. Ces facteurs expliquent l'implication des esclaves et des travailleurs libres mal payés dans le mouvement.
Un différend pour le pouvoir politique éclate au sein de l'élite, ce qui se traduit dans le Maranhão par l'opposition des libéraux (bem-te-vis) et des conservateurs (cabanos). Lorsque Pedro de Araújo Lima devient premier ministre, provoquant la regresso conservador (« régression conservatrice »), les conservateurs du Maranhão en profitent pour éliminer les libéraux du pouvoir, et en même temps, les affaiblir encore davantage en réduisant les aides aux éleveurs de bétail, traditionnels soutiens des libéraux.

## Le mouvement

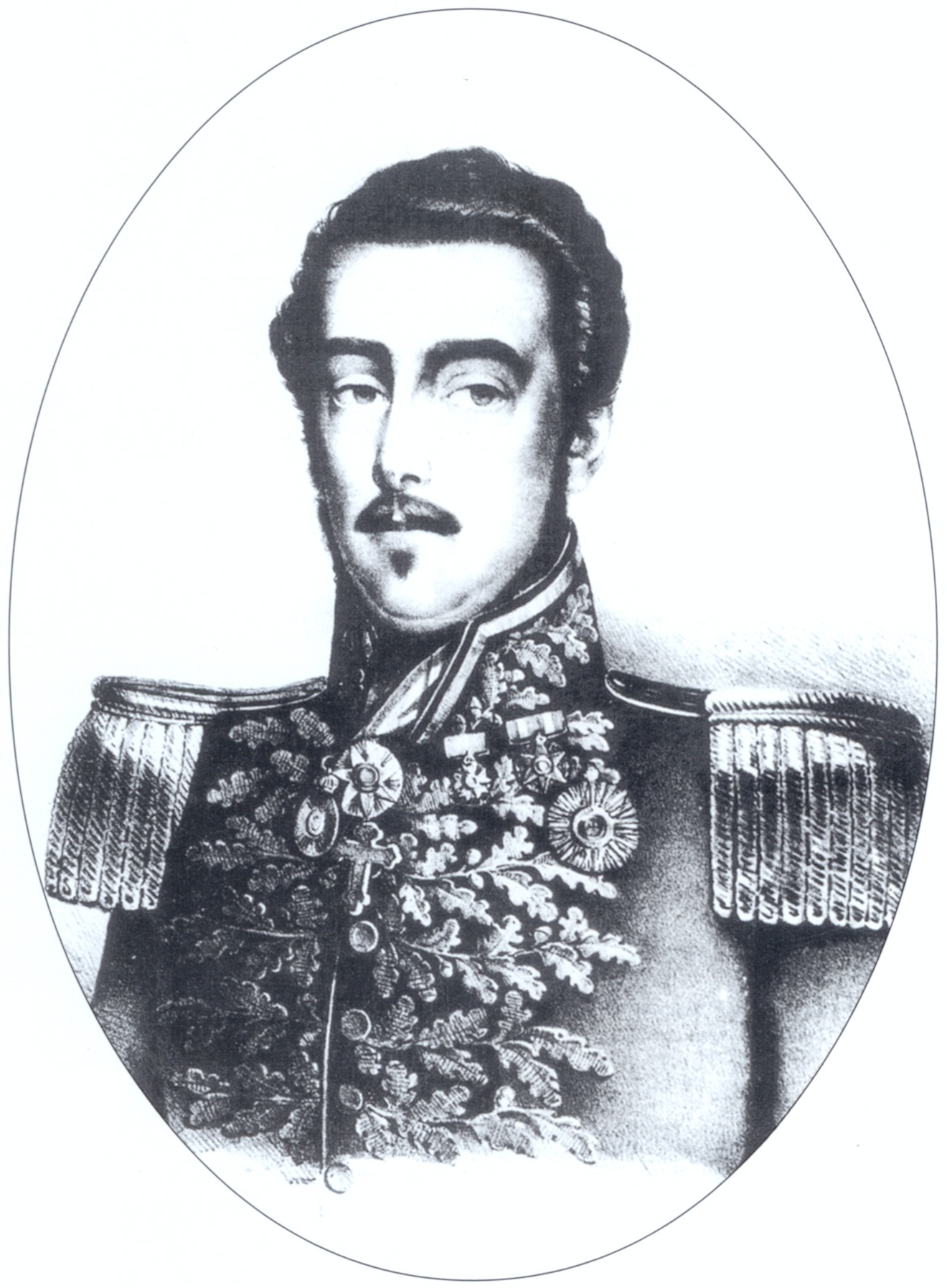
Luís Alves de Lima e Silva, baron de Caxias et futur président du Brésil, dessiné en 1842.

La révolte commence avec l'arrestation du frère d'un éleveur, Raimundo Gomes, dans le ranch de leur père, Inácio Mendes, un libéral, sur l'ordre du maire de la ville de Manga, José Egito, un conservateur. Contestant la détention de son frère, Gomes, avec le soutien d'un contingent de la Garde nationale, envahit la prison municipale et le libère en décembre 1838. Par la suite, Gomes, avec le soutien de Cosme Bento, un ex-esclave à la tête de 3 000 esclaves en fuites, et de Manuel Francisco dos Anjos Ferreira, appelé le Balaio (« panier ») parce qu'il était vannier, étendent la révolte à l'intérieur du Maranhão, s'emparant de la deuxième ville de la province, Caxias et poussant jusqu'à Piauí. Le gouvernement chargea le colonel Luís Alves de Lima e Silva de les combattre et celui-ci réussit à les battre près de Caxias, ce qui lui valut d'être promu général, d'être fait baron de Caxias et d'être surnommé O Pacificador.